# Deicide (album)
Deicide è l'album di debutto dell'omonima band statunitense di death metal. Il disco contiene tutte le canzoni precedentemente registrate come demo più altre due tracce, "Mephistopheles" e "Deicide". La maggior parte dei testi tratta temi legati al satanismo, spesso con contenuti blasfemi, ma "Lunatic of God's Creation" e "Carnage in the Temple of the Damned" si riferiscono rispettivamente a Charles Manson e a Jim Jones.
Secondo alcuni si tratta del più venduto album di death metal mai realizzato. L'album ha avuto un notevole impatto sulla scena death metal a causa della brutalità senza precedenti, della velocità ossessiva e dello stile vocale del cantante e bassista Glen Benton. 
L'album è stato registrato ai Morrisound Studios di Tampa, in Florida, dove la band avrebbe registrato la maggior parte dei suoi successivi lavori.

## Tracce
1. Lunatic of God's Creation – 2:42
2. Sacrificial Suicide – 2:51
3. Oblivious to Evil – 2:41
4. Dead by Dawn – 3:56
5. Blaspherereion – 4:15
6. Deicide – 4:02
7. Carnage in the Temple of the Damned – 3:33
8. Mephistopheles – 3:35
9. Day of Darkness – 2:05
10. Crucifixation – 3:55

## Formazione
- Glen Benton - voce, basso
- Brian Hoffman - chitarra
- Eric Hoffman - chitarra
- Steve Asheim - batteria